# Turbinolia
Turbinolia is een geslacht van koralen uit de familie van de Turbinoliidae.

## Soorten
- Turbinolia multiserialis Michelotti, 1838 †
- Turbinolia stephensoni (Wells, 1959)
- Turbinolia sulcata Lamarck, 1816 †